# Jean-Pierre Abel-Rémusat

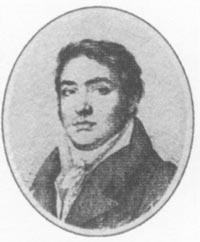
Jean-Pierre Abel-Rémusat

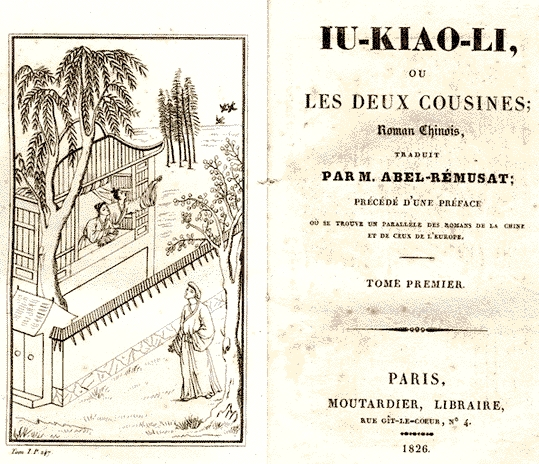
Titelseite des Buches Iu-kiao-li, ou les deux cousines

Jean-Pierre Abel-Rémusat (* 5. September 1788 in Paris; † 4. Juni 1832 in Paris) war ein französischer Sinologe und Bibliothekar.

## Leben
Nachdem er zunächst als Arzt tätig war, erlernte er klassisches Chinesisch und veröffentlichte 1811 einen „Essay über die chinesische Sprache und Literatur“ (Essai sur la langue et la littérature chinoises). 1814 wurde er zum Professor am Collège de France ernannt, wo er den neu geschaffenen Lehrstuhl für chinesische und mandschurische Sprache und Literatur innehatte. 1815 wurde er Mitglied der Académie des inscriptions et belles-lettres. 1824 wurde er Konservator der französischen Nationalbibliothek und übernahm dort 1832 die Position des Président du Conservatoire. 1822 war er Mitbegründer der Asiatischen Gesellschaft und amtierte bis zu seinem Tod als deren Sekretär. Zudem erteilte er Kurse an der Schule für orientalische Sprachen, welche der Nationalbibliothek angeschlossen war. Im Dezember 1826 (Julianischer Kalender) wurde er ausländisches Ehrenmitglied der Russischen Akademie der Wissenschaften. Die Königlich Niederländische Akademie der Wissenschaften (damals Koninklijk Instituut) nahm ihn 1827 als korrespondierendes Mitglied auf. Im Frühling 1832 wurde er Opfer der europäischen Choleraepidemie.
Bekannt geworden ist er durch die Veröffentlichung eines chinesischen Romans Iu-kiao-li, ou les deux cousines, roman chinois (玉嬌梨), der von Thomas Carlyle, Ralph Waldo Emerson, Goethe und Stendhal gelesen wurde. Von Bedeutung ist auch seine Korrespondenz mit Wilhelm von Humboldt über die Bedeutung der Wortstellung im Chinesischen. Abel-Rémusat befasste sich auch mit japanischer Sprache und Geschichte. 1820 veröffentlichte er ein postumes Werk des Niederländers Isaac Titsingh über das Shogunat.

## Werke
- Essai sur la langue et la littérature chinoises. Treuttel et Wurtz, Paris 1811 (Digitalisat)
- De l’étude des langues étrangères chez les Chinois. In : Magasin Encyclopédique, Oktober 1811 (Digitalisat)
- Notice sur une version chinoise de l’Evangile de Saint-Marc, publiée par les Missionnaires anglais du Bengale. In : Moniteur No 314 (1812) (Digitalisat)
- Dissertatio de glossosemeiotice, sive de signis quae e lingua sumuntur, praesertim apud Sinenses. Didot, Paris 1813 (Digitalisat)
- Plan d’un Dictionnaire Chinois. Pillet, Paris 1814 (Digitalisat)
- Mémoire sur les livres chinois de la bibliothèque du roi, et sur le plan du nouveau catalogue : dont la composition a été ordonnée par S. Ex. le Ministre de l’Intérieur, avec des remarques critiques sur le catalogue publié par E. Fourmont, en 1742. Le Normant, Paris 1818 (Digitalisat)
- Description du Royaume de Camboge, par un voyageur chinois qui a visité cette contrée à la fin du XIIIe siècle ; précédée d’une notice chronologique sur le même pays, extraite des annales de la Chine ; traduite du Chinois par M. Abel-Remusat. J. Smith, Paris 1819 (Digitalisat)
- Catalogue des bolides et des aérolithes observés à la Chine et dans les pays voisins, tiré des ouvrages chinois. Courcier, Paris 1819 (Digitalisat)
- Mémoires et anecdotes sur la dynastie régnante des Djogouns, souverains du Japon … ouvrage … tiré des origineaux japonais par M. Titsingh ; publié avec des notes éclaicissemens par M. Abel Remusat. A. Nepveu, Paris 1820 (Digitalisat)
- Récherches sur les langues tartares. Imprimerie Royale, Paris 1820 (Digitalisat)
- Èlémens de la grammaire chinoise : ou principes généraux du Kou-Wen ou style antique, et du Kouan-Hoa, c’est-à-dire, de la langue commune généralement usitée dans l’empire chinois. Imprimerie Royale, Paris 1822 (Digitalisat)
- Mémoire sur la vie et les opinions de Lao-tseu. Imprimerie Royale, Paris 1823 (Digitalisat)
- Mémoires sur les relations politiques des Princes Chrétiennes, et particulièrement les Rois de France, avec les Empereurs Mongols. Imprimerie Royale, Paris 1824 (Digitalisat)
- Mélanges asiatiques, ou choix de morceaux critiques et de mémoires relatifs aux religions, aux sciences, aux coutumes, à l’histoire et à la géographie des nations orientales ; par M. Abel-Rémusat. Schubart et Heidelhof, Paris, Band 1 (1825) (Digitalisat); Band 2 (1826) (Digitalisat)
  - Sur la médecine des Chinois. In: Mélanges asiatiques 1825, Bd. 1, S. 240–252 (Digitalisat) = Besprechung von: François Albin Lepage: Recherches historiques sur la médecine des Chinois. Didot, Paris 1813 (Digitalisat)
- Nouveaux mélanges asiatiques, ou recueil de morceaux de critique et de mémoires relatifs aux religions, aux sciences, aux coutumes, à l’histoire et à la géographie des nations orientales ; par M. Abel-Rémusat. Schubart et Heidelhoff, Paris 1829, Band 1 (Digitalisat), Band 2 (Digitalisat)
- Mélanges posthumes d’histoire et de litterature orientales. Imprimerie Royale, Paris 1843 (Digitalisat)